# Trzeci rząd Angeli Merkel
Trzeci rząd Angeli Merkel (niem. Kabinett Merkel III) – rząd niemiecki koalicyjny partii CDU/CSU-SPD utworzony w wyniku wyborów parlamentarnych 2013 zaproponowany 16 grudnia 2013 r. i zaprzysiężony 17 grudnia 2013. Gabinet funkcjonował do 14 marca 2018, kiedy powołany został czwarty rząd kanclerz Merkel.

## Skład rządu
| Imię i nazwisko         | Funkcja                                                                       | Partia | Partia                             | Czas pełnienia funkcji    | Czas pełnienia funkcji    |
| Imię i nazwisko         | Funkcja                                                                       | Partia | Partia                             | Od                        | Do                        |
| ----------------------- | ----------------------------------------------------------------------------- | ------ | ---------------------------------- | ------------------------- | ------------------------- |
| Angela Merkel           | Kanclerz federalny                                                            |        | Unia Chrześcijańsko-Demokratyczna  | 17 grudnia 2013(dts)      | 14 marca 2018(dts)        |
| Sigmar Gabriel          | Wicekanclerz                                                                  |        | Socjaldemokratyczna Partia Niemiec | 17 grudnia 2013(dts)      | 14 marca 2018(dts)        |
| Frank-Walter Steinmeier | Minister spraw zagranicznych                                                  |        | Socjaldemokratyczna Partia Niemiec | 17 grudnia 2013(dts)      | 27 stycznia 2017(dts)     |
| Sigmar Gabriel          | Minister spraw zagranicznych                                                  |        | Socjaldemokratyczna Partia Niemiec | 27 stycznia 2017(dts)     | 14 marca 2018(dts)        |
| Thomas de Maizière      | Minister spraw wewnętrznych                                                   |        | Unia Chrześcijańsko-Demokratyczna  | 17 grudnia 2013(dts)      | 14 marca 2018(dts)        |
| Heiko Maas              | Minister sprawiedliwości                                                      |        | Socjaldemokratyczna Partia Niemiec | 17 grudnia 2013(dts)      | 14 marca 2018(dts)        |
| Wolfgang Schäuble       | Minister finansów                                                             |        | Unia Chrześcijańsko-Demokratyczna  | 17 grudnia 2013(dts)      | 24 października 2017(dts) |
| Peter Altmaier (p.o)    | Minister finansów                                                             |        | Unia Chrześcijańsko-Demokratyczna  | 24 października 2017(dts) | 14 marca 2018(dts)        |
| Hans-Peter Friedrich    | Minister żywności, rolnictwa i ochrony konsumentów                            |        | Unia Chrześcijańsko-Społeczna      | 17 grudnia 2013(dts)      | 17 lutego 2014(dts)       |
| Christian Schmidt       | Minister żywności, rolnictwa i ochrony konsumentów                            |        | Unia Chrześcijańsko-Społeczna      | 17 lutego 2014(dts)       | 14 marca 2018(dts)        |
| Andrea Nahles           | Minister pracy i spraw społecznych                                            |        | Socjaldemokratyczna Partia Niemiec | 17 grudnia 2013(dts)      | 28 września 2017(dts)     |
| Katarina Barley (p.o)   | Minister pracy i spraw społecznych                                            |        | Socjaldemokratyczna Partia Niemiec | 28 września 2017(dts)     | 14 marca 2018(dts)        |
| Sigmar Gabriel          | Minister gospodarki i energii                                                 |        | Socjaldemokratyczna Partia Niemiec | 17 grudnia 2013(dts)      | 27 stycznia 2017(dts)     |
| Brigitte Zypries        | Minister gospodarki i energii                                                 |        | Socjaldemokratyczna Partia Niemiec | 27 stycznia 2017(dts)     | 14 marca 2018(dts)        |
| Ursula von der Leyen    | Minister obrony                                                               |        | Unia Chrześcijańsko-Demokratyczna  | 17 grudnia 2013(dts)      | 14 marca 2018(dts)        |
| Manuela Schwesig        | Minister rodziny, osób starszych, kobiet i młodzieży                          |        | Socjaldemokratyczna Partia Niemiec | 17 grudnia 2013(dts)      | 2 czerwca 2017(dts)       |
| Katarina Barley         | Minister rodziny, osób starszych, kobiet i młodzieży                          |        | Socjaldemokratyczna Partia Niemiec | 2 czerwca 2017(dts)       | 14 marca 2018(dts)        |
| Hermann Gröhe           | Minister zdrowia                                                              |        | Unia Chrześcijańsko-Demokratyczna  | 17 grudnia 2013(dts)      | 14 marca 2018(dts)        |
| Alexander Dobrindt      | Minister transportu i infrastruktury cyfrowej                                 |        | Unia Chrześcijańsko-Społeczna      | 17 grudnia 2013(dts)      | 24 października 2017(dts) |
| Christian Schmidt (p.o) | Minister transportu i infrastruktury cyfrowej                                 |        | Unia Chrześcijańsko-Społeczna      | 24 października 2017(dts) | 14 marca 2018(dts)        |
| Barbara Hendricks       | Minister środowiska, ochrony przyrody, budownictwa i bezpieczeństwa reaktorów |        | Socjaldemokratyczna Partia Niemiec | 17 grudnia 2013(dts)      | 14 marca 2018(dts)        |
| Johanna Wanka           | Minister edukacji i badań naukowych                                           |        | Unia Chrześcijańsko-Demokratyczna  | 17 grudnia 2013(dts)      | 14 marca 2018(dts)        |
| Gerd Müller             | Minister ds. współpracy gospodarczej i rozwoju                                |        | Unia Chrześcijańsko-Społeczna      | 17 grudnia 2013(dts)      | 14 marca 2018(dts)        |
| Peter Altmaier          | Minister do zadań specjalnych                                                 |        | Unia Chrześcijańsko-Demokratyczna  | 17 grudnia 2013(dts)      | 14 marca 2018(dts)        |
| Peter Altmaier          | Szef Urzędu Kanclerza Federalnego                                             |        | Unia Chrześcijańsko-Demokratyczna  | 17 grudnia 2013(dts)      | 14 marca 2018(dts)        |